# Alison Carroll
Alison Carroll (Londres, 21 de mayo de 1985) es una gimnasta, modelo y actriz inglesa. Ella fue la modelo de Lara Croft desde 2008 a 2010.

## Como modelo de Lara Croft
Eidos anuncia el 12 de agosto de 2008 que Alison ha sido escogida para ser la imagen real de Lara Croft para el último videojuego de la saga hasta ese entonces: Tomb Raider: Underworld. Para su elección se ha tenido en cuenta su preparación física, pues Carroll ha participado en numerosos campeonatos tanto regionales como nacionales.
Alison mostró poderío físico y belleza. Estuvo preparándose físicamente para el reto que supone ser la imagen de Lara Croft realizando entrenamientos seis días a la semana.

## Filmografía
- Doghouse (2009) como The Teen
- Life is an Art (2010) como Claire Jones
- The Kid (2010) como Clare
- Amsterdam Heavy (2011) como Monique[1]
- Devil's Tower (2014) como Fiona
- Gridiron UK (2015) como Jenny
- Swipe Right Horror (2016) como Michelle
- Amina (2021) como Lucy